# フリードリヒ・ゴットリープ・クロプシュトック
フリードリヒ・ゴットリープ・クロプシュトック（Friedrich Gottlieb Klopstock, 1724年7月2日 - 1803年3月14日）は、ドイツの詩人である。

## 生涯
クロプシュトックは、クヴェトリンブルク（当時ザクセン選帝侯領、現ザクセン＝アンハルト州の町）に法律家の第1子として生まれた。生誕地と父が後年借りたサーレのフリーデブルクの屋敷で、クロプシュトックは幸せな少年時代を送った。彼は強く健康に育ち、優秀な馬の乗り手になったので、精神的な成長よりも、肉体的な発展に注意が向けられた。
13歳の時にクロプシュトックはクヴェトリンブルクに戻り、ギムナジウムで学んだ後、1739年にシュールフォルタの有名な古典学校に進んだ。間もなく彼は、ギリシア語とラテン語の作詞の熟達者になる。そして、彼はドイツ語で立派な牧歌と頌を書いた。ヨハン・ヤーコプ・ボードマーの翻訳によるジョン・ミルトンの「失楽園」の影響によって得た、もともとの英雄ハインリヒ1世の叙事詩を作るという意図は、宗教の叙事詩を作るということで放棄された。
まだ学校にいる間から彼には名声があったので、「救世主」の計画に指名された。1745年9月21日に学校を辞める際に、叙事詩の有名な「退校演説」を届けた。次に、神学生としてイェーナ大学に進んだ。そこで、「救世主」の最初の3つの歌を散文で苦心して作成した。大学での生活は彼にとって性に合わなかった、1746年にライプツィヒに移った。そこで、ブレマー・バイトレッジに貢献した、若い男の仲間に参加した。1748年、「救世主」の3つの歌は出版された。
ドイツ文学の新しい時代は開始された、著者の名前はすぐに知られるようになった。ライプツィヒで彼はたくさんの頌を書いた。最も知られる「私の友へ」（1747年）は、最終的に、「Wingolf」（1767年）に改作された。1748年に大学を離れて、ランゲンザルツァで親戚の家族の家庭教師になった。従姉妹への報われぬ恋が彼の平安をかき乱した。それゆえに1750年に、「失楽園」の訳者ボードマーから、チューリッヒへの誘いを受けた。ここで、クロプシュトックは最初あらゆる親切と尊敬をもって扱われ、かれの精神は急速に回復した。しかしながらボードマーは、救世主の作者の若い詩人が、強くこの世に関心を持つ男であることを知って失望した。そして、2人の友情には亀裂が走った。
この危機の時に、デンマーク王フレデリク5世から、ヨハン・ハルトウィグ・エルンスト・フォン・ベルンストルフ大臣の推薦によって、「救世主」の完成を見込んでコペンハーゲンに年俸400ターラーで定住するという誘いを受け、彼はその提案を受けた。クロプシュトックがコペンハーゲンへ向かう途中、ハンブルクでマルガリータ・モラーに出会った。1754年に彼の妻になるマルガリータは、彼の詩の熱狂的な崇拝者だった。彼の幸せは短く、彼女は1758年に死去した、彼女を失った彼の嘆きは、「救世主」の15曲目の悲しみの表現に見られる。
1788年〜89年のフランス革命開始前に、王によって三部会召集がされた際、この行動が「今世紀で最も重要な出来事」であると宣言する頌歌を書いている。
詩人は妻の著作集を出版した、それらは、優しさと感受性と深い宗教的精神の証拠を与える。クロプシュトックは悲観主義に陥り、アイデアは失われ、詩は一層あいまいに不明瞭になった。彼はいまだに、コペンハーゲンに住み仕事を続けた。そして、次のハイリンリヒ・ヴィルヘルム・フォン・ゲルステンベルクが、北欧神話に彼の注意を向けた。